# 瑪法·柯林斯
瑪法·柯林斯（英語：Marva N. Collins，1936年8月31日—2015年6月24日），1975年她在加菲公園（Garfield Park，芝加哥的一處貧困區）開設西城預備學校（Westside Preparatory School）並教書，她主持該校超過30年的時間，直到2008年因缺乏足夠的入學者與資金而關閉。
柯林斯因成功讓貧困學生接受古典教育而聞名，許多這類學生在公立學校（小學）時被貼上錯誤的標籤，對此她曾寫道：「在我三十年任教生涯中，確實發現有少數無法學習的學生，但有許多許多是屬於教學無能下的受害者。」
她寫了一些手冊、書籍及勵志的傳單，內容描述她過去的經歷與作法，另外也有一個網站 （页面存档备份，存于）及公開演說服務。她的故事曾在1981年拍成電視電影，片名即「The Marva Collins Story」，由西西莉·泰森與摩根·弗里曼主演。

## 早年人生
柯林斯出生在門羅維爾，父親是黑人（非洲裔美國人），母親是印地安人。Collins畢業於克拉克學院（今日的克拉克亞特蘭大大學），該學院位在亞特蘭大。
柯林斯出生的1930年代是一個美國種族歧視盛行的年代，她父親對她很有信心，自小對她說：妳這一生會很有作為，妳會成為一名秘書。」言下之意她的性別、種族等身份背景，使他父親認為這是現實環境下的最高工作成就。柯林斯之後確實擔任秘書工作，但卻非她志趣，她發現自己對教書有熱情，期望成為教師，因此決定唸夜校，數年後拿到教師證書。

## 職涯
最初柯林斯在阿拉巴馬任教兩年，之後搬至芝加哥，在公立學校任教十四年。到了1975年，她成立了西城預備學校，最初僅有四名學生，其中兩名是她自己的小孩，而後學生逐漸增多，但學生多來自貧困家庭，學校資金拮据，經營困難，直至1979年CBS電視台的電視節目《60分鐘》製片人花15分鐘介紹她的故事後，她的事蹟才廣為人知。
柯林斯分別在1981年與1989年，受上任的雷根總統與老布希總統邀請擔任教育部長，但她均加以婉拒，理由均是：「我太愛教學了，我屬於教室。」
1995年她獲得不知名的慈善家捐贈數千萬美元，而後開始在美國各地也設立預備學校。1996年她督管三所已落入察看階段的芝加哥公立學校。2004年她獲頒國家人文獎章。

## 教學方法
柯林斯的預備學校是以蘇格拉底教學法進行修改而後施教，首先先選擇教學素材與抽象內容來考驗學生的邏輯，此對每個學生而言有不同的意涵，藉此幫助討論，如此才能合理、明確地對小孩施教。
其次教師應閱讀教學素材，若不知曉教學內容便無法施教，要閱讀教學素材前會列出生字，並教導生字的拼法、寫法、唸法，若無此程序而直接閱讀內容便無意義。

## 書籍著作
- Marva Collins' Way, by Marva Collins with Civia Tamarkin
- The Marva Collins method; a manual for educating and motivating your child by Marva Collins
- Ordinary Children, Extraordinary Teachers, by Marva Collins
- Values: Lighting The Candle of Excellence: A Practical Guide, by Marva Collins
- A conversation with Marva Collins: A Different School by Marva Collins
- Grandma, What Is Learning? by Marva Collins
- Redeeming Education by Marva Collins

## 獲獎
柯林斯獲頒1981年傑佛遜公眾服務獎中的最佳弱勢幫助獎，傑佛遜公眾服務獎創辦於1972年，如同美國公眾服務的諾貝爾獎，每年頒獎一次，有4種獎項。

## 外部連結
- 官網 （页面存档备份，存于）
- 互联网电影数据库（IMDb）上《The Marva Collins Story》的资料（英文）
- Pittsburgh Post-Gazette article on Marva Collins （页面存档备份，存于）